# Riskonkarta
Riskonkarta är en ö i Finland. Den ligger i Bottenhavet och i kommunen Nystad i den ekonomiska regionen  Nystadsregionen i landskapet Egentliga Finland, i den sydvästra delen av landet. Ön ligger omkring 220 kilometer väster om Helsingfors.
Öns area är 1,4 hektar och dess största längd är 200 meter i sydöst-nordvästlig riktning. Närmaste större samhälle är Raumo, 17,9 km nordost om Riskonkarta.

## Klimat
Inlandsklimat råder i trakten. Årsmedeltemperaturen i trakten är 5 °C. Den varmaste månaden är augusti, då medeltemperaturen är 16 °C, och den kallaste är januari, med −5 °C.